# Gouveia (Portugal)
Pour les articles homonymes, voir Gouveia.
Gouveia est une municipalité (en portugais : concelho ou município) du Portugal, située dans le district de Guarda et la région Centre.

## Géographie
Gouveia est limitrophe :
- au nord, de Fornos de Algodres,
- au nord-est, de Celorico da Beira,
- à l'est, de Guarda,
- au sud-est, de Manteigas,
- au sud-ouest, de Seia,
- au nord-ouest, de Mangualde.

## Démographie
| 1801  | 1849   | 1900   | 1930   | 1960   | 1981   | 1991   | 2001   | 2004   |
| ----- | ------ | ------ | ------ | ------ | ------ | ------ | ------ | ------ |
| 7 051 | 14 162 | 24 641 | 23 724 | 25 210 | 19 045 | 17 410 | 16 122 | 15 792 |

| 2011   | - | - | - | - | - | - | - | - |
| ------ | - | - | - | - | - | - | - | - |
| 14 046 | - | - | - | - | - | - | - | - |

## Subdivisions
La municipalité de Gouveia groupe 22 paroisses (freguesia, en portugais) :
- Aldeias
- Arcozelo
- Cativelos
- Figueiró da Serra
- Folgosinho
- Freixo da Serra
- Lagarinhos
- Mangualde da Serra
- Melo
- Moimenta da Serra
- Nabais
- Nespereira
- Paços da Serra
- Ribamondego
- Rio Torto
- São Julião (Gouveia)
- São Paio
- São Pedro (Gouveia)
- Vila Cortês da Serra
- Vila Franca da Serra
- Vila Nova de Tazem
- Vinhó

## Jumelages
- Labouheyre (France) depuis 1987[2]

## Personnalités liées à la commune
- António Elísio Capelo Pires Veloso, homme politique, gouverneur de Sao Tomé-et-Principe